# María José Pintor Sánchez-Ocaña
María José Pintor Sánchez-Ocaña (Bilbao, 2 de julio de 1967) es una periodista española. Licenciada en Ciencias de la Información por la Universidad del País Vasco, ha pasado más de 25 años en diferentes medios de comunicación, ocupando cargos de dirección y jefa de redacción.
En 2017 y 2018 fue clasificada por la revista Yo Dona (revista para la mujer de El Mundo) como una de las 500 mujeres más influyentes de España. En 2018, ha sido reconocida por la Asociación Cultural Tierno Galván de Santa Marta de Tormes por su labor en los medios de comunicación; además fue categorizada por El Español como una de las 50 mujeres influyentes en España, de cara al 8M. En 2019, es premiada en la semana del Día Internacional de la Mujer con el Premio Menina, otorgado por la Red Transnacional de Mujeres NetWorkWoman; y por la Asociación de mujeres artistas Blanco, Negro y Magenta.

## Trayectoria profesional
Después de terminar su licenciatura en el País Vasco, en 1991 se traslada a Salamanca para comenzar su carrera profesional en El Adelanto, donde permanece como redactora, al menos, hasta finales de 1999. Durante ese periodo, también trabaja como periodista para La Gaceta Regional de Salamanca. Posteriormente, ha sido profesora de Periodismo en la Universidad Pontificia de Salamanca. También fue presidenta fundadora de la ASPE (Asociación Salmantina de Periodistas). En sus primeros 20 años trabajando, también colaboró como investigadora para realizar distintas publicaciones en el ámbito de las ciencias sociales.
Más adelante trabajó como presentadora de televisión para Canal 4 Castilla y León y Localia TV.
En 2002, junto a su compañero de vida y periodista, Sergio Arestizabal Pastor, crea Comunica2; en donde adquiere el puesto de directora de comunicación. Su estancia en la agencia le sirve para desarrollar sus publicaciones en colaboración con otros investigadores; establecer relaciones como asesora de comunicación del CRE Alzheimer y del CRMF del IMSERSO en Salamanca; y trabajar como jurado en algunos eventos. En sus últimos años de trayectoria profesional, ha ocupado el puesto de directora de comunicación de los grupos Vitalia y Hoffmann World.
En 2017 adquiere el puesto de directora en el periódico digital Diario 16. En 2018, dirigió una entrevista por escrito desde el periódico digital Diario 16 a Oriol Junqueras mientras éste estaba en la cárcel. Esta entrevista la situó en varios medios de comunicación nacionales por la dificultad de conseguir una entrevista con un preso en ese momento.
Desde inicios de 2022 aparece como redactora jefa del periódico digital Público, llegando en 2024 a ascender al puesto de directora de comunicación y eventos. Desde inicios de 2023 aparece como colaboradora en La hora de La 1.

## Premios
- Premio Reconocida Salmantina por la Asociación Cultural Tierno Galván (2018).[50]
- Premio Menina por NetWorkWoman (2019).[51]
- Premio Mejor Personaje Femenino por la Asociación Blanco, Negro y Magenta (2019).[52]